# Elephantomyia (Elephantomyodes) fuscomarginata
Elephantomyia (Elephantomyodes) fuscomarginata is een tweevleugelige uit de familie steltmuggen (Limoniidae). De soort komt voor in het Oriëntaals gebied.